# Pindilig
Pindilig ist eine Ortschaft und eine Parroquia rural („ländliches Kirchspiel“) im Kanton Azogues der ecuadorianischen Provinz Cañar. Die Parroquia besitzt eine Fläche von 115,8 km². Die Einwohnerzahl lag im Jahr 2010 bei 2103. 

## Lage
Die Parroquia Pindilig liegt in der Cordillera Real südzentral in Ecuador. Die Flüsse Río Macas und Río Dudas fließen entlang der südlichen Verwaltungsgrenze nach Osten zum Río Paute. Im Osten reicht das Verwaltungsgebiet bis zum Río Paute, der an der dortigen Stelle von der Paute-Mazar-Talsperre aufgestaut wird. Der etwa 2780 m hoch gelegene Hauptort befindet sich 22 km nordöstlich der Provinzhauptstadt Azogues.
Die Parroquia Pindilig grenzt im Osten an die Provinz Azuay mit der Parroquia Amaluza (Kanton Sevilla de Oro), im Süden an die Parroquia Taday, im äußersten Südwesten an das Municipio von Azogues sowie die Parroquias Guapán und 
Honorato Vásquez (Kanton Cañar), im Westen an die Parroquia Ingapirca (Kanton Cañar) sowie im Norden an die Parroquia Rivera. 

## Orte und Siedlungen
In der Parroquia Pindilig befinden sich neben dem Hauptort folgende Siedlungen: 
- Asociación Corazón de Jesús - San Antonio - María Auxiliadora
- Dudas
- El Calvario
- La Dolorosa
- María Auxiliadora
- Queseras
- San Pedro
- Shablud
- Zhal

## Geschichte
Der Ort hieß ursprünglich „Macas“. Die Parroquia wurde am 27. Mai 1861 gegründet. Zwischen 1865 und 1870 erhielten Ort und Parroquia ihren heutigen Namen. Dieser bezieht sich auf den Kaziken Pintillik.